# Simon Côté-Lapointe
Simon Côté-Lapointe est un bibliothécaire, archiviste, pianiste et artiste multidisciplinaire québécois spécialisé dans les archives audiovisuelles né à Sept-Îles en 1980.

## Biographie
Simon Côté-Lapointe est un pianiste et compositeur actif dans le milieu jazz et de la musique actuelle depuis 1996. Il débute, à l'âge de 15 ans, en faisant la première partie d'un concert du pianiste James Gelfand. Il est ensuite co-compositeur et interprète dans le groupe Rouge-Ciel de 1998 à 2015 (trois albums parus). Vers 2000-2003, lors de ses études en composition mixte à l’Université de Montréal, il joue et compose pour plusieurs autres projets tels que Malarafe. À partir de 2007, il fonde et dirige son quintet, Artsuohtaraz, dédié à l'interprétation de ses compositions. Il termine sa maîtrise en sciences de l'information à l'Université de Montréal en 2013. En 2014, il complète une adaptation en vidéomusique de la Divine comédie de Dante,. En 2015, il réalise le projet Archivoscope, archives et création, diffusé en France,, qui émane d’une démarche exploratoire combinant différentes techniques de manipulation d’images et de sons provenant d’archives d’institutions québécoises.
Il complète en 2019 un doctorat portant sur les archives audiovisuelles numériques à l’Université de Montréal. Son domaine de prédilection est les archives audiovisuelles et il s'intéresse principalement à la création à partir d'archives,. En 2013, il est chargé de projet pour l'Association internationale des archives francophones (AIAF). Depuis sa maîtrise, il a publié de nombreux articles en collaboration avec d'autres chercheurs et professeurs de l'École de bibliothéconomie et des sciences de l'Information (EBSI). Sabine Mas et Yvon Lemay ont été ses directeurs de recherche lors de son doctorat. Il est aussi coordonnateur des mises à jour de la bibliographie du Portail International archivistique francophone (PIAF)  depuis 2016 pour laquelle il a rédigé le Guide de l'utilisateur et de l'administrateur. En 2019, il collabore en tant qu'artiste plasticien à l'exposition Conrad Poirier, photoreporter (1912-1968) : Valoriser les biens communs du domaine public; exposition, pour lequel il produit plusieurs œuvres. À partir de 2021, il est bibliothécaire à l'UQAM, responsable notamment des humanités numériques.  
En 2025, il est créateur en résidence au CEM (Centre d'expérimentation musicale) à Chicoutimi-Nord où il compose, dirige et joue, avec un groupe de musiciens, une œuvre qui prend comme point de départ des thématiques inspirées du Saguenay-Lac-Saint-Jean et qui met en valeur des archives de la région. L’œuvre a été présentée en ouverture du Festival de musiques de création le 8 mai 2025.        

## Contribution intellectuelle
Les travaux de Simon Côté-Lapointe portent sur les archives audiovisuelles et leurs utilisations dans un contexte de création.Nombre de ses travaux ont porté sur l'accès aux documents et l'enjeu de la réutilisation des archives notamment au niveau des droits d'auteur, afin de déceler les limites qui peuvent encadrer la création à partir d'archives. C'est d'ailleurs le thème central du projet Archives et création: nouvelles perspectives sur l'archivistique en trois cahiers qu'il fera avec d'autres doctorants de l'Université de Montréal sous la direction du professeur Yvon Lemay entre 2013 et 2016, où l'objectif est de « mieux faire connaître l'utilisation des archives à des fins de création auprès du milieu des archives et à en mesurer les impacts sur la discipline archivistique. » . Il s'interroge notamment sur l'organisation et la diffusion des archives audiovisuelles sur le web et leur exploitabilité. Dans sa thèse de doctorat, il a redéfini les concepts clés qui entourent les archives audiovisuelles du numérique afin de les clarifier et ainsi offrir des pistes de solutions pour mieux les organiser, les définir, les diffuser. Puis, en 2017, il rejoindra, sous la direction de la professeure Anne Klein le projet De la diffusion à l’exploitation : nouveau regard sur l’archivistique  où les créations artistiques de Côté-Lapointe basées sur les photographies de Conrad Poirier sont utilisés pour démontrer leurs propos. Celui-ci se veut une réflexion sur l'exploitation des archives comme outil de création de celles-ci.
Il a aussi travaillé avec Sabine Mas sur la notion de facette, outil qui sert à l'organisation et la recherche en archivistique, celle-ci ayant été peu définie auparavant. Voici leur définition : « Formulées par le bibliothécaire et mathématicien Ranganathan (1967), les facettes sont des groupes conceptuels combinés entre eux et utilisés pour représenter des sujets complexes ou les attributs d’un objet.» . Ils ont voulu ensemble retracer l'évolution de cet outil à travers les époques ainsi que les pratiques qui y sont reliés, afin de lui donner plus de visibilité.

## Publications

### Ouvrages
- avec S. Les, Analyse d’un dossier d’exploitation: le dossier d’exposition de la Cinémathèque québécoise, Papyrus, Université de Montréal, 2013. (Lire en ligne)
- Exploitation des documents audiovisuels numériques d’archives : modèle conceptuel théorique des usages, modalités et moyens d’organisation et de diffusion sur le web, Université de Montréal, 2020. (Lire en ligne)

### Chapitre de livre
- Nonveiller, B. et Côté-Lapointe, S. L’adaptation aux intelligences artificielles génératives par les bibliothèques universitaires du Québec. Dans R. Savard (dir.), Les bibliothèques universitaires : À l’heure des bilans (p. 65-78). Éditions ASTED. https://doi.org/10.3917/asted.savar.2025.01.0065

### Contributions à des ouvrages
- Y. Lemay, A. Klein, A. Bertrand, H. Brousseau, S. Côté-Lapointe, L. Guitard, A. Lacombe, A. Lecompte-Chauvin et D. Lessard, Archives et création: nouvelles perspectives sur l’archivistique. Cahier 1, Montréal, Canada : Papyrus, Université de Montréal, 2014 (En ligne)
- Y. Lemay, A. Klein, N. Bednarz, H. Brousseau, S. Côté-Lapointe, É. Nimis, Mattia Scarpulla, C. Widmer et A. Winand, Archives et création: nouvelles perspectives sur l'archivistique. Cahier 2, Montréal, Canada : Papyrus, Université de Montréal, 2015. (en ligne)
- Y. Lemay, A. Klein, S. Côté-Lapointe, A. Pato, M. Scarpulla et A. Winand, Archives et création : nouvelles perspectives sur l’archivistique, Cahier 3, Montréal, Canada, 2016